# Get Low (film)
Get Low is een film uit 2009 van regisseur Aaron Schneider. De hoofdrollen worden vertolkt door Robert Duvall, Bill Murray en Sissy Spacek. De film is gedeeltelijk gebaseerd op het waargebeurde verhaal van een man die zijn eigen begrafenis in scène zette en bijwoonde.

## Verhaal
Felix Bush is een oude kluizenaar uit Tennessee. Gedurende de jaren 1930 bedenkt hij het plan om zijn eigen begrafenis in scène te zetten. Hij rekent daarvoor op de hulp van begrafenisondernemer Frank Quinn. Felix nodigt iedereen uit en is benieuwd naar wat de mensen na zijn "dood" over hem te zeggen hebben. Na afloop neemt hij zelf het woord. Al die jaren zat hij met een groot geheim dat hij eindelijk wil bekendmaken.

## Rolverdeling
- Robert Duvall - Felix Bush
- Sissy Spacek - Mattie Darrow
- Bill Murray - Frank Quinn
- Lucas Black - Buddy Robinsons
- Gerald McRaney - priester Gus Horton
- Bill Cobbs - priester Charlie Jackson
- Scott Cooper - Carl
- Chandler Riggs - Tom

## Filmmuziek
Jan A.P. Kaczmarek staat in de aftiteling van de film vermeld als de componist. Maar de filmmuziek bestaat uit nummers van verschillende artiesten. Hieronder volgt een overzicht.
1. "Lay My Burden Down" (Alison Krauss) - 3:45
2. "If I Didn't Care" (The Inkspots) - 3:05
3. "Jesus Come For Me" (The SteelDrivers) - 3:32
4. "Sitting Mule/Drive To Town" (Jerry Douglas) - 0:56
5. "Drive To Town For Clothes" (Jerry Douglas) - 1:09
6. "No Haircut" (Jerry Douglas) - 2:31
7. "Farewell Blues" (Paul Whiteman) - 3:06
8. "Monkey Bay" (Jerry Douglas) - 4:53
9. "Whiskey Before Breakfast" (The SteelDrivers) - 2:53
10. "East Virginia Fast" (The SteelDrivers) - 2:08
11. "North" (Jerry Douglas) - 1:45
12. "Bush Shows Maddie Around" (Jan A.P. Kaczmarek) - 2:18
13. "Angelina Baker" (The SteelDrivers) - 2:44
14. "The Mystery Of Felix/End Credits" (Jan A.P. Kaczmarek) - 4:03
15. "I'm Looking Over A Four Leaf Clover" (Bix Beiderbecke) - 3:11
16. "My Blue Heaven" (Gene Austin) - 3:36

## Trivia

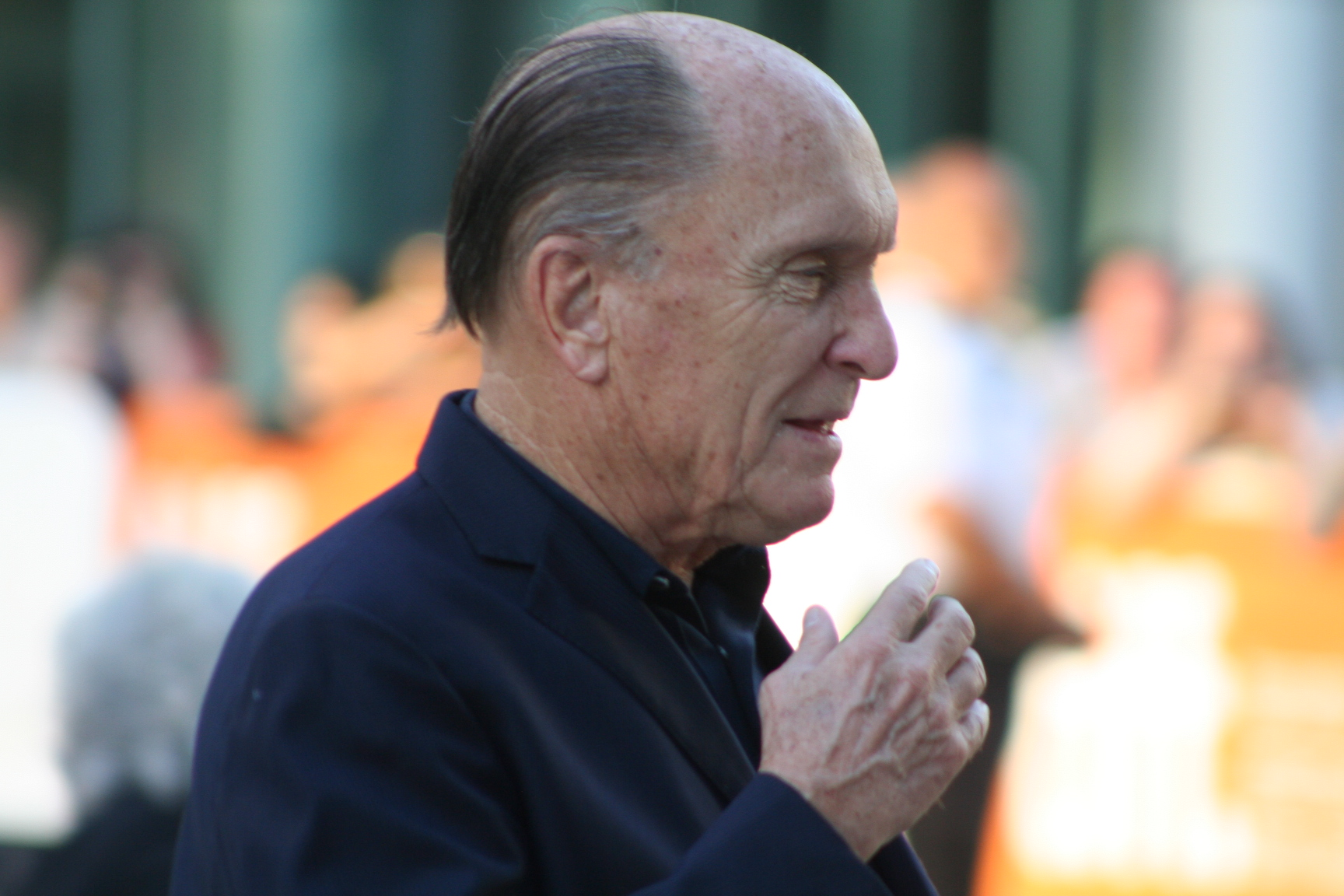
Robert Duvall op het Internationaal filmfestival van Toronto bij de voorstelling van de film (2009).

- De film ging op 12 september 2009 in première op het Internationaal filmfestival van Toronto.
- Hoofdrolspeler Robert Duvall was 78 jaar oud toen de film uitkwam.
- Get Low is de debuutfilm van regisseur Aaron Schneider, die de film ook zelf monteerde.